# Pitimbu (kommun)
Pitimbu är en kommun i Brasilien.   Den ligger i delstaten Paraíba, i den östra delen av landet, 1 700 km nordost om huvudstaden Brasília. Antalet invånare är 17 032.
Följande samhällen finns i Pitimbu:
- Pitimbu